# Teatro Gabriello Chiabrera

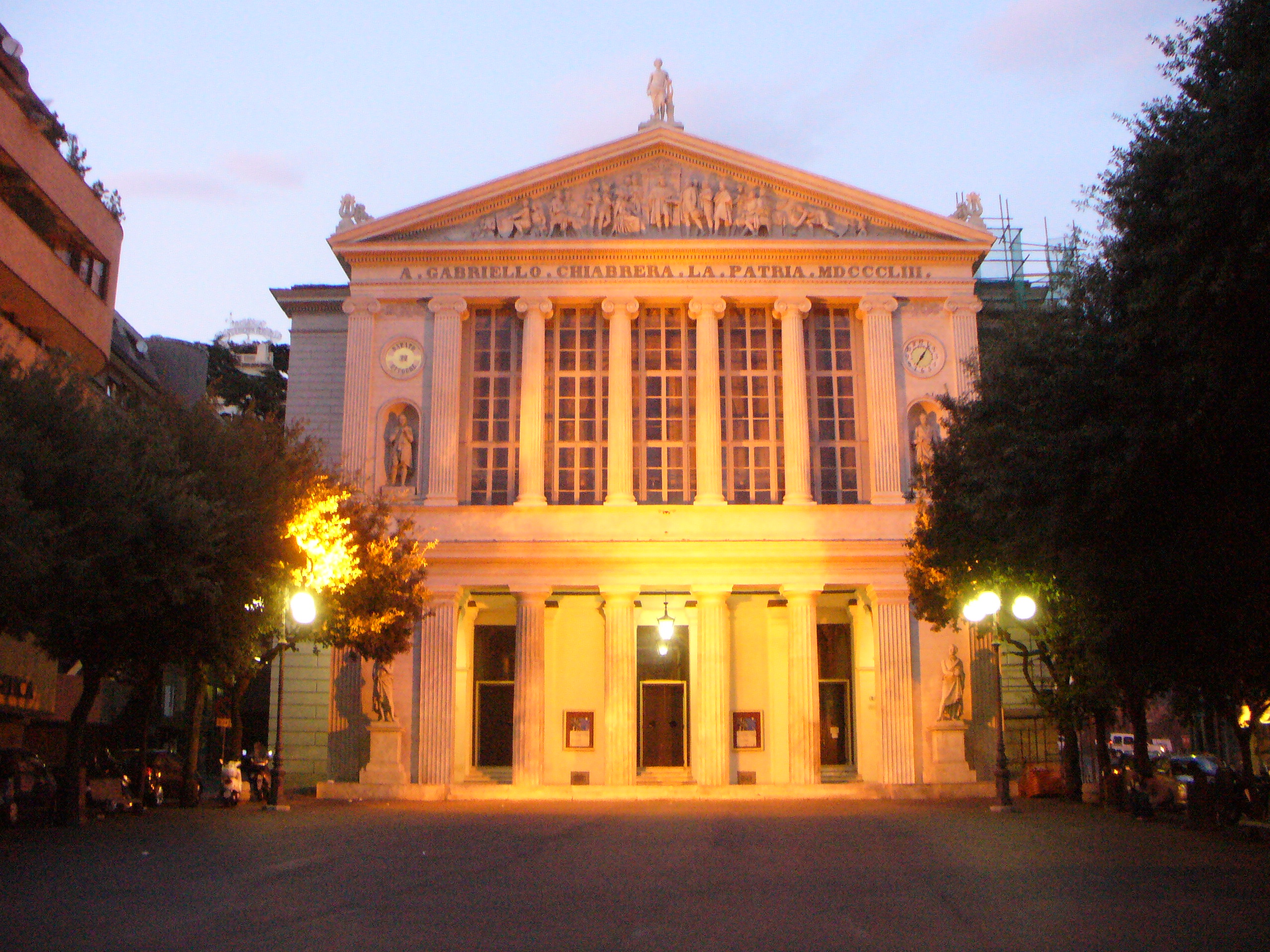
Die spätklassizistische Fassade des Theaters

Das Teatro Gabriello Chiabrera ist das wichtigste Theater von Savona und der gleichnamigen Provinz. Es ist nach dem Savoneser Dichter und Dramatiker Gabriello Chiabrera (1552–1638) benannt und bietet Platz für 626 Personen. Es definiert sich selbst als das schönste historische Theater Liguriens, das in Betrieb ist.

## Geschichte
In den vierziger Jahren des 19. Jahrhunderts wurde angesichts der begrenzten Kapazität der bereits vorhandenen Theater und des Wachstums der Stadt ein neues Theater notwendig. Am 8. Oktober 1850 gab der Bürgermeister Giacomo Cassisis grünes Licht für den Bau mit einer Investition von 90.000 £. Das Theater wurde am 1. Oktober 1853 mit Attila von Giuseppe Verdi eingeweiht. In der zweiten Hälfte des 19. Jahrhunderts war das Teatro Gabriello Chiabrera hauptsächlich ein Opernhaus, aber neben lyrischen Darbietungen wechselten sich zahlreiche Theaterkompanien dramatischer und verschiedener Kunst ab; unter diesen auch die wichtigste Kompanie des großen Schauspielers Ernesto Rossi.
Die erste Restaurierung des Auditoriums erfolgte 1883, als die Trennwände zwischen den obersten Balkonen abgerissen wurden, um eine Galerie zu schaffen. Eine zweite Restrukturierung dauerte von 1954 bis 1963, wobei die Balkone endgültig beseitigt wurden.
Am Heiligabend 1952 debütierte die damals 18-jährige Renata Scotto, Sopranistin aus Savona, als Violetta in Verdis La traviata im Teatro Gabriello Chiabrera.
1967 übernahm die Stadt Savona die direkte Verwaltung, die sie bis heute innehat. Seit 1986 ist das Theater Sitz des Teatro dell’Opera Giocosa, das vom Ministerium für Kulturgüter als Traditionstheater anerkannt ist und Opern- und Symphoniesaisons organisiert.
Am 11. Oktober 1999 löste sich plötzlich knapp ein Viertel des heutigen Freskos von der Decke des Gewölbes und zerbrach in etwa 2000 Stücke, die während der von 2002 bis 2005 durchgeführten Restaurierung sorgfältig wieder zusammengesetzt wurden.

## Architektur
Nach der Aufhebung mehrerer in den 1840er Jahren vorgeschlagener Projekte wurde der Bau des Theaters dem Architekten Carlo Falconieri anvertraut, dem Schöpfer des Teatro Santa Elisabetta in Messina und Verantwortlichen für die Umwandlung der Florentiner Uffizien in das Parlament des Königreichs Italien.
Die Skulpturen des Bildhauers Santo Varni an der Fassade auf den beiden Sockeln stellen Carlo Goldoni und Vittorio Alfieri dar. In den beiden Nischen befinden sich Skulpturen von Metastasio und Gioachino Rossini des Bildhauers Antonio Brilla. Im Tympanon des Giebels befindet sich dessen Hochrelief Gabriello Chiabrera überreicht dem Herzog Carlo Emanuele I. von Savoyen das Gedicht „Amadeide“. Über dem Rahmen des Giebels ein Apollo Citaredo des Bildhauers Giovanni Battista Frumento.
Die großen Fenster über den Eingängen erhellen das Ridotto des Theaters (Raum neben dem Auditorium), in dem Konzerte, Konferenzen, öffentliche und private Feiern organisiert werden.